# Johan Antoni Philipse
Johan Antoni Philipse (Middelburg, 19 maart 1800 - 's-Gravenhage, 10 mei 1884) was een Nederlandse magistraat en politicus.

## In de rechterlijke macht
Na zijn studie werd hij ingeschreven als advocaat en in 1824 werd hij plaatsvervanger van de procureur-generaal bij het Hooggerechtshof. In 1833 werd hij benoemd tot advocaat-generaal, raadsheer, in 1844 tot vicepresident en in 1849 tot president van het Haagse gerechtshof. Deze functie vervulde hij tot 1870, waarmee hij de langstzittende president van het Hof werd, van 1839 tot heden.

## In de politiek
Philipse was van 1849-1871 conservatieve lid van de Eerste Kamer, en van 1852-1870 was hij Eerste Kamervoorzitter, benoemd door Willem III.
Hij was een vertrouweling van de koning en werd regelmatig door hem ingeschakeld om te helpen voorkomen dat te liberale voorstellen werden aanvaard. Van hem werd gezegd dat hij op de Kamerleden neerkeek, zoals hij als rechter neerkeek op de boeven die voor zijn balie verschenen.
Hij leed zozeer aan reumatiek dat bodes op het Binnenhof hem soms de trappen naar de Rolzaal en de De Lairessezaal moesten opdragen. Hij trok zich terug in 1870. In 1871 werd hij Minister van Staat.

## Zijn familie
Johan Antoni stamde uit een Zeeuwse familie. Zijn ouders kwamen uit Middelburg, zijn vader mr Anthoni Willem Philipse (1766-1845) was president van de Hoge Raad, zijn moeder was Anna Johanna van Lemzeele (1775-1863). Zijn voorvaders kwamen uit Domburg en Serooskerke.
Anthoni Willem Philipse studeerde in Leiden, en promoveerde in 1790. Na de intocht van de Fransen (1794/95), het vertrek van de Oranjes en de vestiging van de Bataafse Republiek werd hij schepen in Middelburg en president van de rechtbank. Daar werd Johan Antoni geboren. In 1811 verhuisde Anthoni Willem naar Den Haag, waar Johan Antoni naar de Latijnse school ging. Hij studeerde ook in Leiden en promoveerde in 1822.
In 1828 trouwde Johan Antoni met Maria Clasina Groen van Prinsterer (1806-1868), zuster van Guillaume Groen van Prinsterer, de beroemde staatsman. Ze werd Mietje of Mimi genoemd. Ze kregen 12 kinderen, van wie er slechts zes meerderjarig werden, waaronder:
- mr Adriaan Hendrik Philipse (h. Leeuwendaal, 5 augustus 1842 - Haarlem, 7 mei 1913) ging ook in de rechterlijke macht, en werd substituut-griffier bij het Hof in Arnhem. Hij trouwde met Anna Cornelia de Kempenaer (Arnhem, 9 juni 1851 - aldaar 6 februari 1936). 
Hun zoon Johan Antoni Philipse (1876-1947) werd directeur Rotterdamsche Bankvereeniging in Den Haag. Het kantoor stond aan de Korte Vijverberg. Later werd dit gebouw het kantoor van Landry & van Till.
Hun kleinzoon dr. Adriaan Hendrik (1901-1967) werd ambassadeur.
- Elisabeth Henrietta Maria Philipse (Den Haag, 5 februari 1839 - aldaar, 13 juni 1927, getrouwd met Jhr Bonifacius Cornelis de Jonge (Den Haag, 24 februari 1834 - aldaar, 11 februari 1907).

Johan Anthonie en zijn echtgenote hadden 20 kleinkinderen.
Het gezin Philipse woonde van 1839-1863 op het Lange Voorhout 10 (tegenwoordig de Britse ambassade), daarna op Noordeinde 202. Tijdens de zomermaanden verbleven ze veel op Leeuwendaal, aan de Vliet, en in 1833 kocht hij het daarnaast liggende Huis Burchvliet. 

Vaak bezochten ze Vreugd en Rust in Voorburg, waar zijn zwager Guillaume het huis van zijn ouders had geërfd. Aangezien Guillaume en zijn vrouw Elisabeth van der Hoop kinderloos bleven, kwam Vreugd en Rust na hun overlijden toe aan Elisabeth de Jonge-Philipse, dochter van Johan Antoni en echtgenote van eerder genoemde B.C. de Jonge). Hun zoon Bonifacius Cornelis de Jonge was gouverneur-generaal van Nederlands-Indië.
- Biografisch Portaal: 48558607
- Digitale Bibliotheek voor de Nederlandse Letteren: phil032
- Gemeinsame Normdatei: 1052716830
- International Standard Name Identifier: 0000 0003 9618 1004
- Nederlandse Thesaurus van Auteursnamen: 072516224
- Parlement.com: vg09ll4ipnzv
- Virtual International Authority File: 291095649
- WorldCat: E39PBJr7RmcwGFGMhwJhmTx4bd